# Paolo Taglioni
Paolo Taglioni (Vienna, 12 gennaio 1808 – Berlino, 6 gennaio 1884) è stato un danzatore e coreografo italiano.
Impeccabile ballerino, figlio del coreografo Filippo Taglioni (autore del balletto La Sylphide, 1832) e fratello di Maria Taglioni, riscosse trionfi a Parigi e a Berlino, dove diresse i balli di corte. Nel 1847 succedette a Jules Perrot come maître de ballet (coreografo) dell'Her Majesty's Theatre di Londra. Dal 1856 al 1883 è stato maître de ballet al Teatro Hofoper di Berlino. Celebre è il suo balletto patriottico Flik e Flok, rappresentato alla Scala di Milano nel 1862, un anno dopo la proclamazione del Regno d'Italia, nel cui finale il corpo di ballo femminile eseguiva un vivace galop con indosso un costume composto dal copricapo e la giubba dei bersaglieri sopra al classico tutù. La musica di questo galop, composta da Peter Ludwig Hertel, è entrata a far parte della fanfara ufficiale del corpo dei bersaglieri.